# 樂湖站
樂湖站（英語：Locwood Stop），是香港輕鐵車站，車站代號是448，屬於單程車票第4收費區。該站位於香港天水圍嘉湖山莊樂湖居和賞湖居之間，為樂湖居及周邊地區居民提供服務。

## 車站結構

### 車站樓層
| 地面              | 出口 | 新北江商場、嘉湖山莊樂湖居 |   |  |
| 地面              | 月台 | \| 側式 · 開左邊车门 \| \| \| \| \| \| \| \| 輕鐵706綫天水圍循環綫（天瑞） 輕鐵720綫往天榮（天瑞） 輕鐵761P綫往天逸（天瑞） \| 1 \| \| \| \| 2 \| 輕鐵705綫天水圍循環綫（天耀） 輕鐵761P綫往元朗（天耀） \| \| \| \| 側式 · 開左邊车门 \| \| \| \| \| |   |  |
| 地面              | 出口 | 嘉湖山莊賞湖居 |   |  |
| 側式 · 開左邊车门 |      | |   |  |
|                   |      | 輕鐵706綫天水圍循環綫（天瑞） 輕鐵720綫往天榮（天瑞） 輕鐵761P綫往天逸（天瑞） | 1 |  |
|                   | 2    | 輕鐵705綫天水圍循環綫（天耀） 輕鐵761P綫往元朗（天耀） |   |  |
| 側式 · 開左邊车门 |      | |   |  |

## 附近地方
- 樂湖居
- 賞湖居
- 嘉湖新北江商場
- 天瑞路公園
- 樂善堂梁銶琚學校
- 裘錦秋中學(元朗)
- 香港聖公會聖腓力堂

## 接駁交通
| 接駁交通列表                                                    |
| --------------------------------------------------------------- |
| 巴士 - 港鐵巴士（八達通免費轉乘優惠）： - K75P－天瑞 ↺ 洪水橋站 |

## 歷史

### 車站命名
天水圍支線第一期通車前，這個站原本計劃命名為「嘉湖站」，後因顧及往後有更多九廣輕鐵站，設於嘉湖山莊各處，故通車時已使用現在車站名稱。

## 外部連結
- 港鐵公司－輕鐵街道圖 （页面存档备份，存于）
- 港鐵公司－輕鐵行車時間表 （页面存档备份，存于）
- 香港鐵路大典上的相关条目：樂湖站